# 보로비츠카야역
보로비츠카야역(러시아어: Борови́цкая)은 모스크바 지하철 세르푸홉스코 티미랴젭스카야 선의 역이다.

## 역사
보로비츠카야 역은 1986년 1월 23일에 개장했다.

## 환승
이 역에서는 소콜니체스카야 선의 비블리오테카 이메니 레니나 역과 아르바츠코 포크롭스카야 선의 아르바츠카야 역으로 갈아탈 수 있다. 또다른 환승역인 필룝스카야 선의 알렉산드롭스키 사트 역으로 가는 통로가 없기 때문에, 필룝스카야 선으로 가려면 비블리오테카 이메니 레니나 역을 경유해 가야 한다.